# Prêt à taux révisable
Un prêt à taux révisable est un prêt indexé sur un taux d'intérêt qui, au contraire d'un taux fixe, peut varier au cours de la vie du prêt, en fonction des conditions des marchés financiers.

## Différents taux révisables
De nombreux taux révisables existent. 
Certains sont très couramment utilisés par les banques, tels les taux monétaires sur une base d'Eonia (T4M, TAG, TAM, etc.) ou l'ensemble des taux Euribor, et principalement ceux à 3 mois, 6 mois ou un an. Et pour cause, ces index sont facilement utilisables par les banques, puisqu'il s'agit des taux de référence du marchés interbancaires européen.
L'État français emprunte lui parfois sur index inflation (on parle alors d'OATi).
Quant aux organismes de logement social, ces derniers empruntent majoritairement sur index Livret A.
Tout index, même structuré ou exotique, peut servir de base à la révision d'un prêt. Rien n'empêche ainsi une entreprise d'emprunter sur un index représentatif du cours du sucre par exemple, à condition évidemment de trouver une contrepartie pour le faire...

## Conséquences d'une évolution de taux
Lors d'une évolution du taux d'intérêt, le tableau d'amortissement du prêt est recalculé. 
Cette évolution aura pour conséquence, selon les conditions du contrat de prêt, de :
- Majorer ou minorer l'échéance

et/ou
- Majorer ou minorer la durée résiduelle de l'emprunt. Il est alors évoqué le terme de prêt à taux révisable et à échéances fixes ou prêt à durée ajustable, qui désigne un mode d'amortissement du capital spécifique, visant à majorer ou à diminuer la durée pour permettre une échéance fixe, jusqu'à un certain niveau de taux.

## Plafond et plancher de révision
Dans un but de sécurisation du crédit, les banques peuvent accompagner le prêt d'une structure d'option appelée cap, permettant un plafonnement des échéances du prêt. Afin de diminuer le coût d'une telle structure, l'intégration d'un floor est souvent envisagée. La combinaison des deux est appelée tunnel ou collar.

## Prévalence

### États-Unis
Prévalence des prêts à taux révisable aux États-Unis de 1985 à 2008, au moment de la crise des subprimes
Pour des raisons techniques, il est temporairement impossible d'afficher le graphique qui aurait dû être présenté ici.

### Europe
Environ 85 % des prêts hypothécaires espagnols sont de type variable en 2001. Dans d'autres pays comme la France et l'Allemagne, moins de 20 % des prêts sont à taux variable la même année 2001. Cela rend le marché espagnol particulièrement sensible aux changements des taux d'intérêt de la Banque centrale européenne.
En Espagne, l'Euribor à un an est l’indice le plus employé pour indexer le taux d'intérêt. Dans une moindre mesure, l'IRPH (es) est employé.
En Espagne, 93,2 % des familles endettées pour des achats immobiliers le sont à taux variable. Avec un taux de 3,539 % en juillet 2006, un emprunt moyen de 120 000 euros sur 20 ans fait passer de 651 € mensuels à 736 €, soit sur l'année, un surplus de 1 020 €.